# Latin Mass Magazine
The Latin Mass: A Journal of Catholic Culture, Latin Mass Magazine – amerykański kwartalnik katolicki, prezentujący tradycjonalistyczny punkt widzenia i wydawany przez organizację Keep the Faith.
Autorzy opowiadają się za Mszą Trydencką i krytycznie odnoszą się do liturgii i reform wprowadzonych przez Sobór watykański II i papieża Jana XXIII i Pawła VI.